# Angelo Cabrini
Angelo Cabrini (Pavia, 14 febbraio 1917 – Roma, 1º dicembre 1987) è stato un ammiraglio italiano.
Prestò servizio come palombaro nella Regia Marina durante la seconda guerra mondiale venendo decorato con la Medaglia d'oro al valor militare a vivente.

## Biografia
Nacque a Pavia il 14 febbraio 1917, e ultimati gli studi superiori ed ottenuta la maturità classica presso il Liceo "Ugo Foscolo" nel 1936, nello stesso anno entrò all'Accademia navale di Livorno, nel corso de “I Rostri”; al termine dei corsi conseguì la nomina a Guardiamarina e fu imbarcato nel febbraio 1940 sull'incrociatore leggero Duca degli Abruzzi.
L'8 giugno 1940 alla vigilia del entrata in guerra dell'Italia, con il grado di sottotenente di vascello ottenne di essere assegnato, quale Operatore del Mezzi d'Assalto, alla 1ª Flottiglia MAS della Spezia sottoponendosi ad un duro addestramento sugli speciali barchini esplosivi MTM con i quali parteciperà poi alla esecuzione del piano di forzamento del porto inglese di Suda (Creta), che era stato concepito e pianificato dal comandante dei mezzi d'assalto di superficie, capitano di fregata Vittorio Moccagatta, e diretto dal tenente di vascello Luigi Faggioni. L'azione d'attacco, condotta alle prime luci del giorno 26 marzo 1941, culminò con l'affondamento dell'incrociatore pesante inglese York, ad opera del barchino MTM 2 guidato dallo stesso Cabrini, e con il grave danneggiamento della petroliera Pericles da 8.324 tsl, l'operazione gli valse la concessione della Medaglia d'oro al valor militare a vivente.
Catturato dagli inglesi, rimpatriò nel marzo 1945 nel grado di tenente di vascello, conseguito nel luglio 1942, mentre si trovava in prigionia. Partecipò brevemente alla guerra di liberazione con il Gruppo Mezzi d'Assalto e successivamente ebbe il comando di dragamine con i quali partecipò alle operazioni di sminamento e bonifica delle acque di Monfalcone e Grado. Fu imbarcato sull'incrociatore leggero Montecuccoli e poi sulla nave scuola Amerigo Vespucci nell'incarico di aiutante di bandiera e, dopo la promozione a capitano di fregata nel 1952, passò all'Accademia Navale di Livorno nell'incarico di direttore dei corsi.
Nel 1956 venne destinato a prestare servizio presso lo Stato maggiore della Marina Militare, nel 1960 assunse il comando della 10ª Squadriglia Corvette della Scuola Comando e poi del cacciatorpediniere Artigliere. Nel 1961 divenne addetto navale presso l'Ambasciata d'Italia a Madrid (Spagna), conseguendo nello stesso anno la promozione a capitano di vascello. Rientrato in Patria, ebbe dapprima il comando dell'8º Gruppo Navale, e poi del Comando Subacquei ed Incursori del Varignano e delle Scuole C.E.M.M. di Taranto.
Con il grado di ammiraglio di divisione ricoprì, tra gli altri, i seguenti incarichi: comandante dell'Accademia Navale di Livorno (1969-1972); vice comandante in capo del Dipartimento Militare Marittimo della Spezia (1972); comandante del Comando Militare Marittimo Autonomo della Sardegna (1973) e comandante della 3ª Divisione Navale. Promosso ammiraglio di squadra il 15 febbraio 1977 fu posto in ausiliaria per limiti di età. Si spense a Roma il 1º dicembre 1987.